# Priscilla Garita
Priscilla Garita (Yonkers, Nova Iorque, 14 de Março de 1968) é uma atriz estadunidense, mais conhecida por seu papel em Sunset Beach como Gabi Martinez.

## Biografia

### Vida pessoal
Priscilla Garita nasceu em Yonkers, no estado de Nova Iorque, numa família costa-riquenha, e por influência desta ascendência, tornou-se fluente tanto em espanhol como em inglês.
É graduada em Ciência de Marketing pela Universidade de Connecticut.

### Carreira
Garita começou sua carreira como atriz em Another World interpretando Kathy Wolikowski durante o ano de 1993. Nos anos subseqüentes ela viria a participar de All My Children, As the World Turns e Sunset Beach, onde permaneceu do começo ao fim interpretando Gabi Martinez.
Com o cancelamento de Sunset Beach em 1999, Garita teve tempo para se dedicar a outro projetos, e em 2000 estreou no cinema como o filme Road Dogz onde interpretou Lucy, além de ter sido convidada para integrar o elenco de Titans. Apesar de ter gravado o episódio piloto do seriado, a atriz viria a ser substituída por Lourdes Benedicto no papel de Samantha Sanchez.
Em 2004, Garita participou de outra telenovela da NBC, Passions, onde interpretou Theresa Lopez-Fitzgerald enquanto a atriz Lindsay Hartley estava de licença-maternidade.
Em 2008, a atriz foi convidada a participar do filme InAlienable no papel de Miriam Norris.

## Filmografia

### Televisão
- 2005 Charmed como Stacy
- 2004 Passions como Theresa Lopez-Fitzgerald
- 2001 Ed como Jenny
- 2000 Diagnosis Murder como Oficial Patty
- 1999 Sunset Beach como Gabi Martinez
- 1996 As the World Turns como Rita
- 1994 All My Children como Anita Santos
- 1993 Another World como Kathy Wolikowski

### Cinema
- 2011 Borderline Murder
- 2008 InAlienable como Miriam Norris
- 2005 212 como Lana
- 2000 Road Dogz como Lucy